# Половинка, Наталья Ефимовна
Наталья Ефимовна Полови́нка (род. 1965) — украинская актриса, певица (меццо-сопрано), педагог.

## Биография
Родилась 27 июля 1965 года в Ольгополе (ныне Винницкая область, Украина) в семье учителей Ефима и Елены Колесников. Первые годы жизни провела в Кицмане. В 1973—1980 годах училась в Ольгопольской средней школе, в 1980—1984 годах — в Винницком музыкальном училище имени Николая Леонтовича. В 1984 году поступила в ЛГК имени Н. В. Лысенко (класс фортепиано Марии Тарнавецкой) и закончила в 1989 году. В 1991 году Наталья Половинка стажировалась в Центре Ежи Гротовского (Понтедера, Италия). С 1989 года живёт во Львове. Имеет дочь Анну.

## Художественная и педагогическая деятельность
В 1988 — 2007 годах Наталья Половинка была актрисой и музыкальным руководителем театра имени Леся Курбаса. За это время она исполнила такие роли, как Пишек («Благодарный Эродий» по Г. С. Сковороде) и Мать и Люда («Между двух сил» и «Закон» по В. К. Винниченко). Также была задействована в спектаклях «Апокрифы» по Лесе Украинке, «Сны» и «Забавы для Фауста» по Фёдору Достоевскому), «Хвала Эросу» и «Silenus Alcibiadis» по Платону, «Марко Проклятый, или Восточная легенда» по стихам В. С. Стуса, («Ожидая Годо» по С. Беккету) и «Сад нетающих скульптур» и «Снег в Венеции» по поэмам Л. В. Костенко.
В 2001 году совместно с режиссёром Сергеем Ковалевичем Наталья Половинка учреждает международный художественный центр «Мастерская песни», стержнем идеологии которого является модель личного развития, основанного на законах и традициях и осуществляется в современном социокультурном пространстве. Это общественная организация, в которой работают 20 человек со всего мира, опираясь на три основы: связь с этой землей, связь с миром, связь с этим государством. «Мастерская песни» реализовала многочисленные проекты. В частности, Наталья Половинка является автором музыкальных и театральных проектов «Они идут», «Homo Ludens», «Колодец», «Ирмос», «Собор», «Цветок-невеста», «Весть лета», «По Рождеству», «Свадьба» и других.
С 2008 года солистка и педагог Государственной академической мужской хоровой капеллы мальчиков и юношей «Дударик» (Львов). Создав оригинальную методологию работы с голосом, Наталья Половинка ведет мастерские голоса и пения в Колумбийском, Пенсильванском, Йельском университетах (США), Уэльском университете (Великобритания), она педагог студии «Ателье» Международного института Ежи Гротовского (Польша).
В 2010 году — Наталья Половинка создает Львовский муниципальный театральный, художественно-исследовательский и образовательный центр «Слово и голос» и становится его художественным руководителем и актрисой.
Сотрудничает с Академической мужской хоровой капеллой Украины имени Николая Ревуцкого, с такими музыкантами и композиторами, как Богдана Фроляк, Алла Загайкевич, Йожеф Ерминь, Ярослав Мигаль, Клаус Кугель и Пятрас Вишняускас.

## Дискография

### Альбомы
- «Homo Ludens» (2001)
- «Ирмос» (2003)
- «День первый» (2005)
- «Песни ветра» (2008)
- «В воскресенье рано», саундтрек к спектаклю (2009)
- «Богоявление. Давние духовные напевы Рождества — Богоявления» (2011)
- «Пасха. Давние духовные напевы Великого Поста и Пасхи» (2013)

## Фильмография
- «Ирмос», режиссёр Сергей Цымбал
- «Возвращение», режиссёр Сергей Цымбал
- «Братья. Последняя исповедь», режиссёр Виктория Трофименко
- «В воскресенье рано», фрагменты спектакля, фильм (2009)

## Награды и премии
- Премия «Лучшая актриса» за игру в спектакле «Апокрифы» — фестиваль «Херсонесские игры» (Севастополь, 2001)
- Премия «Лучшая актриса» за игру в спектакле «Апокрифы» — фестиваль «Боспорские агоны» (Керчь, 2001)
- Национальная премия Украины имени Тараса Шевченко (2006) — за исполнение ролей в спектаклях по произведениям Григория Сковороды, Платона и Василия Стуса
- Премия имени Веры Левицкой (2003)
- Театральный деятель года (2004)
- Приз «Серебряный Георгий» за лучшее исполнение женской роли в фильме «Братья. Последняя исповедь» (ММКФ, 2014)